# ژانگ شین
ژانگ شین (انگلیسی: Zhang Xin؛ زادهٔ ۲۴ اوت ۱۹۶۵) کارآفرین و سرمایه‌دار اهل چین است، که در سال ۲۰۰۴ شرکت سوهو چاینا را تأسیس کرد. او بیشتر سرمایه‌اش را که به چند میلیارد دلار می‌رسد از طریق سرمایه‌گذاری در بازار مسکن به دست آورده‌است.